# König (cràter)
König és un cràter d'impacte lunar situat al sud-oest del Mare Nubium i del prominent cràter Bullialdus, amb el cràter inundat de lava Kies al sud-est de König.
|  |

La vora de König presenta un contorn lleugerament poligonal, amb una petita protuberància cap al sud i unes lleugeres rampes cap a l'exterior. L'interior del cràter és aspre i irregular, amb un pic central insignificant. S'ha produït una sèrie de lliscaments dels materials del brocal cap a l'interior, formant un anell de blocs rocosos al voltant de la petita plataforma central.

## Cràters satèl·lit
Per convenció aquests elements són identificats en els mapes lunars posant la lletra en el costat del punt mitjà del cràter que està més proper a König.
|       | \| König \| Coordenades \| Diàmetre \| \| ----- \| ------------------------------------ \| -------- \| \| A \| 24° 42′ S, 24° 00′ O / 24.7°S,24.0°O \| 3 km \| |          |
| König | Coordenades | Diàmetre |
| A     | 24° 42′ S, 24° 00′ O / 24.7°S,24.0°O | 3 km     |